# Gustav Cella

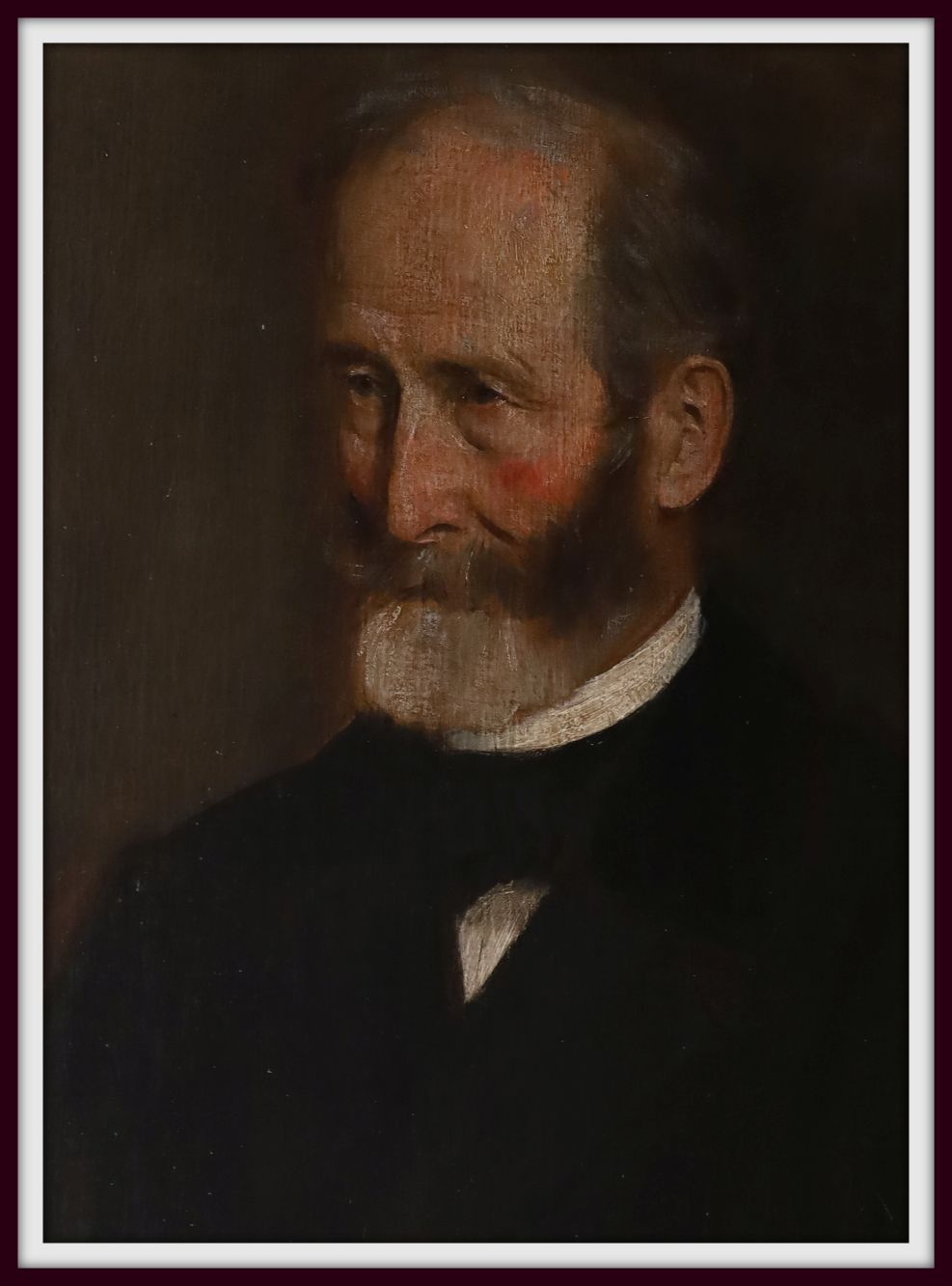
Bildnis des General Cella. Von seinem Enkel Leo Samberger, 1886.

Gustav Cella  (* 12. Januar 1801 in Schwabach; † 22. März 1891 in München) war ein bayerischer Offizier und Generalmajor.

## Werdegang
Gustav Cella war der Sohn des Juristen Johann Jakob Cella (1756–1820) und Sophie von Hert (1773–1837).
Mit 12 Jahren kam Cella an die Offiziersschule nach München, das  Kadettencorps.
Sein Werdegang bei der Bayerischen Armee kann u. a. anhand des Regierungs-Blatt für das Königreich Bayern oder des Regierungs- und Intelligenz-Blattes für das Königreich Baiern nachverfolgt werden.

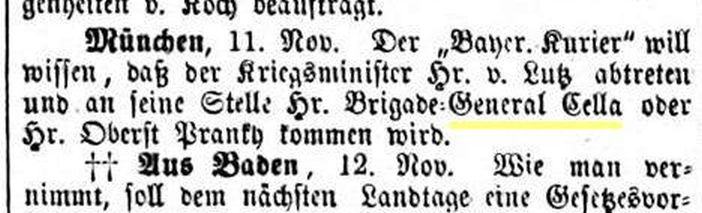
Der Pfälzische Kurier bringt Cella in seiner Ausgabe vom 14. November 1865 als Kriegsminister ins Gespräch.

Gustav Cella war mit 24 Jahren als Unterleutnant beim Infanterieregiment in Würzburg, nach dessen Verlegung später in Landau. Als Oberstleutnant war er auch beim 10. Infanterieregiment in Ingolstadt. Auf wiederholtes Ansuchen des damaligen Kriegsministers v. Manz ließ er sich dazu bewegen, als Referent der Infanterie ins Kriegsministerium einzutreten (ab 31. März 1855), er war zeitweise sogar im Gespräch als Kriegsminister! Nach Aussagen seines Sohnes Adolf war er aber „glücklich“ 1859 wieder in den Truppendienst einzutreten und zwar als Oberst und Kommandant des 13. Infanterieregiments in Bayreuth.
Im   „Deutschen Krieg“ gegen die Preußen nahm er als Kommandant der 8. Infanteriebrigade an den Gefechten bei Roßdorf/Rhön im Juli 1866 teil. Er wurde für seine Tapferkeit mit dem Komturkreuz ausgezeichnet. Vor seiner Pensionierung befehligte er die 8. Infanteriebrigade in Speyer als Generalmajor. Sowohl Bayreuth als auch Speyer gehörten zum „General-Commando Würzburg“.
An seinem 90. Geburtstag wurde Gustav Cella der Titel „Exzellenz“ von Prinzregent Luitpold verliehen. Die Münchner Neuesten Nachrichten bezeichnen ihn anlässlich seiner Beerdigung 1891 als „Nestor der bayerischen Generalität“.
Cella, der nach Meinung der Pfälzer Zeitung zu den „gebildetsten und unterrichtetsten Oberoffizieren“ der Bayerischen Armee gehörte, beherrschte sowohl die englische, als auch die französische und spanische Sprache. In seiner Freizeit und nach seiner Militär-Laufbahn soll er sich mit Philosophie, Kunst und Literatur beschäftigt haben. Bis zu seinem Tod war er Mitglied im Pfälzer Kunstverein. Im Nachlass fanden sich u. a. 40 von ihm verfasste Gedichte und kritische Betrachtungen zu seinem Lebenslauf.
Cella hatte aus der ersten Ehe mit Katharina Hanauer (geb. Schuster), einer Witwe aus Bamberg, sechs Kinder. Eine zweite Ehe blieb kinderlos. Seine Söhne Christian Gustav und Adolf waren ebenfalls bei der Armee.
Gustav Cella war der Großvater von Leo Samberger, einem Münchner Porträtmaler.